# Federica Carlotta d'Assia-Darmstadt

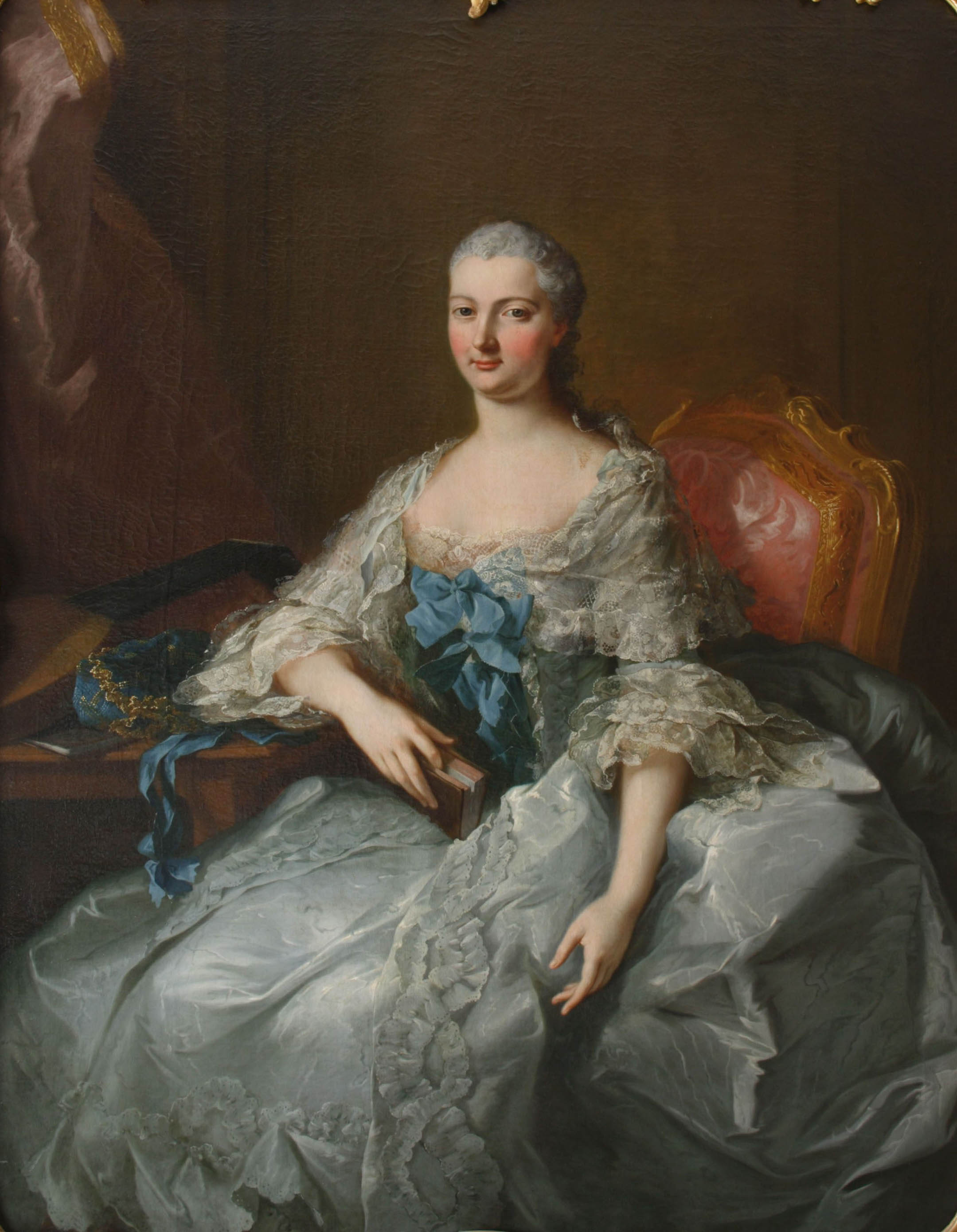

Federica Carlotta d'Assia-Darmstadt (Darmstadt, 8 settembre 1698 – Darmstadt, 22 marzo 1777) nata principessa d'Assia-Darmstadt, divenne per matrimonio, principessa d'Assia-Kassel.

## Biografia
Federica Carlotta era figlia del langravio Ernesto Luigi d'Assia-Darmstadt (1667–1739), e di sua moglie Dorotea Carlotta (1661–1705), figlia del margravio Alberto II di Brandeburgo-Ansbach (1620–1667). Venne fidanzata con il langravio Massimiliano d'Assia-Kassel (1689-1753) il 6 ottobre 1720, e lo sposò a Darmstadt il 28 novembre 1720.
Dopo il suo matrimonio, Federica Carlotta rimase ben poco alla corte di Kassel preferendo soggiornare - da sola o con i suoi figli - a volte per interi mesi, presso suo padre, il langravio Ernesto Luigi, nella residenza di Darmstadt Tuttavia, le sue continue assenze da Kassel, lontana dal marito, vennero molto criticate dalla famiglia di Massimiliano. Tali critiche ed incomprensioni la indussero persino a tenere una condotta esaltata ed un sontuoso stile di vita.
Dopo la morte di Massimiliano, nel gennaio 1755 Federica Carlotta abbandonò definitivamente l'Assia-Kassel e ritornò nella propria terra natia, prendendo residenza a Darmstadt. Qui morì il 22 marzo 1777 e fu sepolta nella cosiddetta Cripta dei Langravi, eretta nel 1687 nella Stadtkirche di Darmstadt (nel lato meridionale della navata laterale), oggi non accessibile al pubblico.

## Figli
Dal matrimonio con Massimiliano nacquero i seguenti figli:
- Carlo (Kassel, 30 settembre 1721 - 23 novembre 1722)
- Ulrica Federica Guglielmina (Kassel, 31 ottobre 1722, Eutin, 28 febbraio 1787) sposò nel 1752 il duca Federico Augusto I di Oldenburg, e fu la madre di Edvige Elisabetta Carlotta di Holstein-Gottorp, regina di Svezia.
- Cristina Carlotta (Kassel, 11 febbraio 1725 - 4 giugno 1782), divenne il 17 aprile 1765 canonichessa del convento di Herford, ed 12 luglio 1766 coauditrice della badessa di Herford
- Maria (Kassel, 25 febbraio 1726 - 14 marzo 1727)
- Guglielmina (1726 - 1808) sposò, nel 1752 il principe Enrico di Prussia
- Un figlio nato morto (Kassel, ottobre 1729)
- Elisabetta Sofia Luisa (Kassel, 10 novembre 1730 - 4 febbraio 1731)
- Carolina Guglielmina Sofia (Kassel, 10 maggio 1732, Zerbst, 22 maggio 1759), sposò nel 1753 il principe Federico Augusto di Anhalt-Zerbst

## Ascendenza
|                                                |                                           |                                           | Genitori                                 |  |  | Nonni |  |  | Bisnonni                     |  |  | Trisnonni                 |  |
|                                                |                                           |                                           |                                          |  |  |       |  |  | Giorgio II d'Assia-Darmstadt |  |  | Luigi V d'Assia-Darmstadt |  |
|                                                |                                           |                                           |                                          |  |  |       |  |  | Giorgio II d'Assia-Darmstadt |  |  | Luigi V d'Assia-Darmstadt |  |
|                                                |                                           | Maddalena di Brandeburgo                  |                                          |  |  |       |  |  | Giorgio II d'Assia-Darmstadt |  |  |                           |  |
| Luigi VI d'Assia-Darmstadt                     |                                           |                                           |                                          |  |  |       |  |  | Giorgio II d'Assia-Darmstadt |  |  |                           |  |
|                                                |                                           | Sofia Eleonora di Sassonia                | Giovanni Giorgio I di Sassonia           |  |  |       |  |  |                              |  |  |                           |  |
|                                                |                                           | Sofia Eleonora di Sassonia                | Giovanni Giorgio I di Sassonia           |  |  |       |  |  |                              |  |  |                           |  |
|                                                |                                           | Sofia Eleonora di Sassonia                | Maddalena Sibilla di Hohenzollern        |  |  |       |  |  |                              |  |  |                           |  |
| Ernesto Luigi d'Assia-Darmstadt                |                                           | Sofia Eleonora di Sassonia                |                                          |  |  |       |  |  |                              |  |  |                           |  |
|                                                |                                           | Ernesto I di Sassonia-Gotha-Altenburg     | Giovanni di Sassonia-Weimar              |  |  |       |  |  |                              |  |  |                           |  |
|                                                |                                           | Ernesto I di Sassonia-Gotha-Altenburg     | Giovanni di Sassonia-Weimar              |  |  |       |  |  |                              |  |  |                           |  |
|                                                |                                           | Ernesto I di Sassonia-Gotha-Altenburg     | Dorotea Maria di Anhalt                  |  |  |       |  |  |                              |  |  |                           |  |
| Elisabetta Dorotea di Sassonia-Gotha-Altenburg |                                           | Ernesto I di Sassonia-Gotha-Altenburg     |                                          |  |  |       |  |  |                              |  |  |                           |  |
|                                                |                                           | Elisabetta Sofia di Sassonia-Altenburg    | Giovanni Filippo di Sassonia-Altenburg   |  |  |       |  |  |                              |  |  |                           |  |
|                                                |                                           | Elisabetta Sofia di Sassonia-Altenburg    | Giovanni Filippo di Sassonia-Altenburg   |  |  |       |  |  |                              |  |  |                           |  |
|                                                |                                           | Elisabetta Sofia di Sassonia-Altenburg    | Elisabetta di Brunswick-Wolfenbüttel     |  |  |       |  |  |                              |  |  |                           |  |
| Federica Carlotta d'Assia-Darmstadt            |                                           | Elisabetta Sofia di Sassonia-Altenburg    |                                          |  |  |       |  |  |                              |  |  |                           |  |
|                                                | Gioacchino Ernesto di Brandeburgo-Ansbach | Giovanni Giorgio di Brandeburgo           |                                          |  |  |       |  |  |                              |  |  |                           |  |
|                                                | Gioacchino Ernesto di Brandeburgo-Ansbach | Giovanni Giorgio di Brandeburgo           |                                          |  |  |       |  |  |                              |  |  |                           |  |
|                                                | Gioacchino Ernesto di Brandeburgo-Ansbach | Elisabetta di Anhalt-Zerbst               |                                          |  |  |       |  |  |                              |  |  |                           |  |
| Alberto II di Brandeburgo-Ansbach              | Gioacchino Ernesto di Brandeburgo-Ansbach |                                           |                                          |  |  |       |  |  |                              |  |  |                           |  |
|                                                |                                           | Sofia di Solms-Laubach                    | Giovanni Giorgio I di Solms-Laubach      |  |  |       |  |  |                              |  |  |                           |  |
|                                                |                                           | Sofia di Solms-Laubach                    | Giovanni Giorgio I di Solms-Laubach      |  |  |       |  |  |                              |  |  |                           |  |
|                                                |                                           | Sofia di Solms-Laubach                    | …                                        |  |  |       |  |  |                              |  |  |                           |  |
| Dorotea Carlotta di Brandeburgo-Ansbach        |                                           | Sofia di Solms-Laubach                    |                                          |  |  |       |  |  |                              |  |  |                           |  |
|                                                |                                           | Gioacchino Ernesto di Oettingen-Oettingen | Ludovico Eberardo di Oettingen-Oettingen |  |  |       |  |  |                              |  |  |                           |  |
|                                                |                                           | Gioacchino Ernesto di Oettingen-Oettingen | Ludovico Eberardo di Oettingen-Oettingen |  |  |       |  |  |                              |  |  |                           |  |
|                                                |                                           | Gioacchino Ernesto di Oettingen-Oettingen | Margherita d'Erbach                      |  |  |       |  |  |                              |  |  |                           |  |
| Sofia Margherita di Oettingen-Oettingen        |                                           | Gioacchino Ernesto di Oettingen-Oettingen |                                          |  |  |       |  |  |                              |  |  |                           |  |
|                                                |                                           | Anna Sibilla di Solms-Sonnenwalde-Pouch   | Enrico Guglielmo di Solms-Sonnenwalde    |  |  |       |  |  |                              |  |  |                           |  |
|                                                |                                           | Anna Sibilla di Solms-Sonnenwalde-Pouch   | Enrico Guglielmo di Solms-Sonnenwalde    |  |  |       |  |  |                              |  |  |                           |  |
|                                                |                                           | Anna Sibilla di Solms-Sonnenwalde-Pouch   | Sofia Dorotea di Mansfeld-Arnstein       |  |  |       |  |  |                              |  |  |                           |  |
|                                                |                                           | Anna Sibilla di Solms-Sonnenwalde-Pouch   |                                          |  |  |       |  |  |                              |  |  |                           |  |